# Batedotea elongata
Batedotea elongata là một loài chân đều trong họ Idoteidae. Loài này được Miers miêu tả khoa học năm 1876.